# Włodzimierz Muś
Włodzimierz Muś (ur. 24 lipca 1918 w Moskwie, zm. 25 października 1993 w Warszawie) – generał brygady Wojska Polskiego, doktor nauk historycznych (1974). Dowódca Korpusu Bezpieczeństwa Wewnętrznego (1951–1964).

## Życiorys
Syn Bazylego i Karoliny. Po repatriacji zamieszkał wraz z rodziną w Telatynie, gdzie spoczywają jego rodzice. Uczęszczał do gimnazjum w Tomaszowie Lubelskim i w Białej Podlaskiej. Był czynnym działaczem Komunistycznego Związku Młodzieży Zachodniej Ukrainy. W marcu 1937 aresztowany i skazany wyrokiem Sądu Okręgowego w Zamościu na 2 lata więzienia w zawieszeniu na 5 lat i pozbawiony praw publicznych na okres 5 lat. Na przestrzeni lat 1937–1938 łącznik KZMZU pomiędzy gminami Jarczów i Poturzyn, a następnie członek komitetu KZMZU w Poturzynie i członek redakcji pisemka „Głos Młodych”. Po agresji ZSRR na Polskę i okupacji Tomaszowa Lubelskiego przez Armię Czerwoną 25 września 1939 współorganizował, m.in. wraz z Aleksandrem Żebruniem wiec witający Armię Czerwoną. Został szefem Tymczasowego Komitetu Rewolucyjnego w gminie Telatyn. 17 października 1939 Armia Czerwona wycofała się z Tomaszowa Lubelskiego poza ustaloną 28 września 1939 w niemiecko-sowieckim traktacie o granicach i przyjaźni linię demarkacyjną. Wraz z nią na teren okupacji sowieckiej ewakuowali się działacze Rewkomu, w tym Włodzimierz Muś. Oprócz niego byli to m.in. Adam Humer, Olga Żebruń, Aleksander Żebruń i Walerian Ciechaniewicz. Zamieszkał we Lwowie, gdzie pracował jako referent kancelarii w Radzie Związków Zawodowych.
W 1940, po otrzymaniu sowieckiego paszportu został zmobilizowany do Armii Czerwonej (28 Pułk Artylerii Ciężkiej w Leningradzie), gdzie ukończył podoficerską szkołę artylerii otrzymując stopień sierżanta. Po ataku Niemiec na ZSRR od sierpnia 1941 pełnił stanowisko instruktora w 40 Pułku Artylerii w Leningradzie. Stąd skierowany został do szkoły oficerskiej w Toksowie pod Leningradem. W grudniu 1941 został ranny pod Tichwinem. Po wyleczeniu służył w 719 pp wchodzącym w skład 67 Dywizji Strzeleckiej, która broniła odcinka frontu między jeziorami Onega i Ładoga. Wiosną 1943 został skierowany do formowanej 1 Polskiej Dywizji Piechoty im. Tadeusza Kościuszki. W lutym 1944 awansowany do stopnia chorążego, a następnie skierowany do szkoły polityczno–wychowawczej w Moskwie. Po jej ukończeniu otrzymał stopień podporucznika. Został zastępcą dowódcy ds. politycznych 3 Brygady Artylerii Haubic, później zastępca dowódcy ds. politycznych 1 Samodzielnego Pułku Moździerzy. Był członkiem Polskiej Partii Robotniczej, a następnie (od 1948) Polskiej Zjednoczonej Partii Robotniczej.
W latach 1945–1946 był zastępcą dowódcy ds. politycznych 1 Brygady Saperów. Od 1946 do 1947 zastępca dowódcy ds. polityczno-wychowawczych 11 DP. W 1947 ukończył kurs dowódców pułków w Centrum Wyszkolenia Piechoty. W tym samym roku został wyznaczony na dowódcę Samodzielnego Pułku Ochrony Rządu w stopniu majora. W 1948 otrzymał awans na stopień podpułkownika. Od sierpnia 1948 był dowódcą 1 Specjalnego Pułku KBW. Od lutego 1949 zastępca dowódcy Korpusu Bezpieczeństwa Wewnętrznego ds. liniowych i awansowany na pułkownika. We wrześniu 1950 został szefem sztabu, a w maju 1951 dowódcą Korpusu Bezpieczeństwa Wewnętrznego. W 1953 mianowany generałem brygady. Dowodził Korpusem do 1965 z przerwą na studia w Akademii Sztabu Generalnego Sił Zbrojnych ZSRR w Moskwie. W marcu 1965 przekazał obowiązki dowódcy KBW gen. bryg. Bronisławowi Kuriacie. 
W 1956 jako dowódca KBW wraz z niemal całym swoim korpusem oficerskim włączył się w obronę idei „polskiego października”. W tym okresie był współautorem memorandum w sprawie zmian statusu pobytu Armii Radzieckiej w Polsce. Od lipca 1965 do marca 1968 sprawował funkcję attaché wojskowego, morskiego i lotniczego ambasady PRL w Budapeszcie. Następnie pozostawał do czerwca 1970 w dyspozycji MON. Nie przyjął proponowanego mu stanowiska szefa Wojewódzkiego Sztabu Wojskowego. Później przeszedł w stan spoczynku.

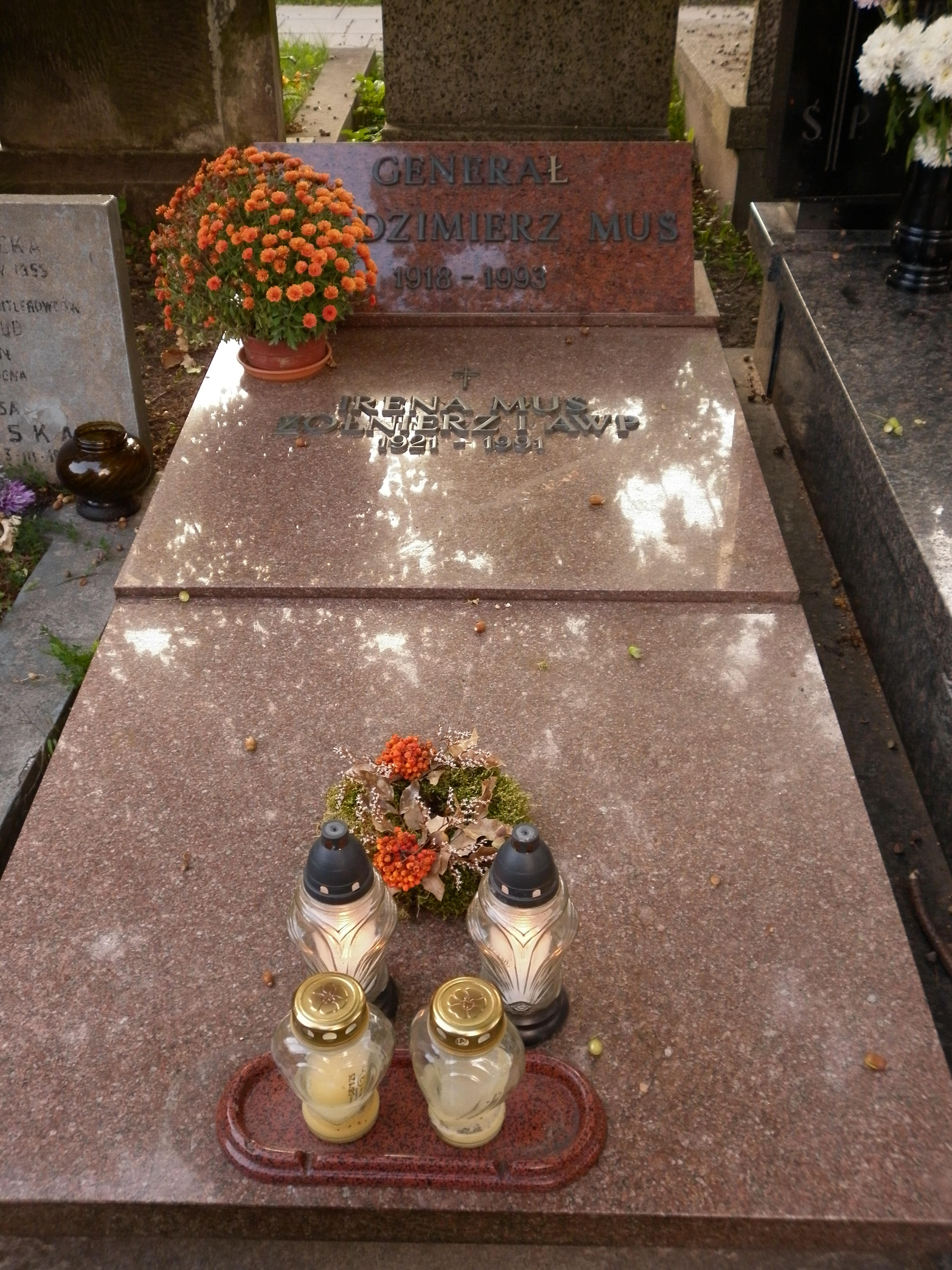
Grób generała Włodzimierza Musia na Wojskowych Powązkach w Warszawie

W latach 1963–1965 był prezesem Polskiego Związku Jeździeckiego. W latach 1985–1990 był członkiem Rady Naczelnej Związku Bojowników o Wolność i Demokrację.
Mieszkał w Warszawie, zajmował się historią, działał w środowisku kombatantów KBW – był przewodniczącym tego środowiska przy Zarządzie Wojewódzkim ZBoWiD w Warszawie. W czerwcu 1974 obronił pracę doktorską na Wydziale Historycznym Uniwersytetu Warszawskiego pt. Legion Polski na Węgrzech w latach 1848–1849 przygotowaną pod kierunkiem prof. Marii Wawrykowej. Napisał również książkę o charakterze wspomnieniowym W służbie boga wojny, za którą w 1984 otrzymał nagrodę tygodnika „Polityka”. W lipcu 1988 z okazji 70 rocznicy urodzin został przyjęty przez ministra spraw wewnętrznych gen. broni Czesława Kiszczaka.
W 1989 w wywiadzie dla „Tygodnika Kulturalnego” na temat walk w powojennej Polsce stwierdził:

To była wojna domowa [...] Uważam, że dziś nikt nie ma prawa mówić o stronach walczących źle: my o nich bandyci, a oni o nas komuna.

Zdesperowany nieuleczalną chorobą popełnił samobójstwo. Został pochowany na Cmentarzu Wojskowym na Powązkach (kwatera HIII-4-11).

## Życie prywatne
Mieszkał w Warszawie. Od 1947 był żonaty z Ireną Bronisławą z domu Adamczyk (1921-1991). Miał syna i córkę.

## Publikacje
- W służbie boga wojny. Warszawa: Wydawnictwo Ministerstwa Obrony Narodowej, 1983. Brak numerów stron w książce[13]

## Odznaczenia i wyróżnienia
- Krzyż Oficerski Orderu Odrodzenia Polski (1954)
- Order Sztandaru Pracy I klasy (1964)
- Order Sztandaru Pracy II klasy (1957)
- Order Krzyża Grunwaldu III klasy (1945)
- Krzyż Walecznych (1945)
- Srebrny Krzyż Zasługi (1945)
- Medal 10-lecia Polski Ludowej (1954)
- Medal 40-lecia Polski Ludowej (1984)
- Medal „Za udział w walkach w obronie władzy ludowej”
- Medal za Warszawę 1939–1945 (1945)
- Medal za Odrę, Nysę, Bałtyk (1945)
- Medal Zwycięstwa i Wolności 1945 (1945)
- Złoty Medal „Siły Zbrojne w Służbie Ojczyzny” (1958)
- Srebrny Medal „Siły Zbrojne w Służbie Ojczyzny”
- Brązowy Medal „Siły Zbrojne w Służbie Ojczyzny”
- Medal „Za udział w walkach o Berlin” (1969)
- Brązowy Medal „Za Zasługi dla Obronności Kraju” (1969)
- Złota odznaka honorowa „Za Zasługi dla Warszawy” (1960)[14]
- Złota odznaka "Za zasługi dla województwa warszawskiego" (1962)[15]
- Order Lenina (ZSRR)
- Order Wojny Ojczyźnianej I klasy (ZSRR, 1987)[16]
- Order Wojny Ojczyźnianej II klasy (ZSRR, 1945)
- Medal za Zdobycie Berlina (ZSRR, 1945)
- Medal „Za wyzwolenie Warszawy” (ZSRR, 1945)
- Medal za Zwycięstwo nad Niemcami w Wielkiej Wojnie Ojczyźnianej 1941-1945 (ZSRR, 1945)